# Віїшоара (Клуж)
Віїшоара (рум. Viișoara) — село у повіті Клуж в Румунії. Входить до складу комуни Віїшоара.
Село розташоване на відстані 291 км на північний захід від Бухареста, 33 км на південний схід від Клуж-Напоки.

## Населення
За даними перепису населення 2002 року у селі проживали 4836 осіб.
Національний склад населення села:
| Національність | Кількість осіб | Відсоток |
| -------------- | -------------- | -------- |
| румуни         | 2850           | 58,9%    |
| угорці         | 1411           | 29,2%    |
| цигани         | 572            | 11,8%    |

Рідною мовою назвали:
| Мова      | Кількість осіб | Відсоток |
| --------- | -------------- | -------- |
| румунська | 2992           | 61,9%    |
| угорська  | 1404           | 29,0%    |
| циганська | 438            | 9,1%     |